# Coalición de publicaciones académicas y recursos académicos
La Coalición de Publicaciones Académicas y Recursos Académicos (Scholarly Publishing and Academic Resources Coalition SPARC ) es una alianza internacional de bibliotecas académicas y de investigación desarrollada por la Asociación de Bibliotecas de Investigación en 1998 que promueve el acceso abierto a las becas.  La coalición incluye actualmente unas 800 instituciones  en América del Norte , Europa , Japón , China y Australia .
Richard Johnson se desempeñó como director entre 1998 y 2005. Heather Joseph se convirtió en directora ejecutiva en 2005.